# Desulfovibrio vulgaris
Il Desulfovibrio vulgaris è un batterio gram-negativo solfo-riduttore appartenente al genere Desulfovibrio.
Come altri batteri solfo-riduttori, Desulfovibrio vulgaris è stato a lungo considerato anaerobo obbligato; questo non è strettamente vero: mentre la crescita può essere limitata, questo batterio può sopravvivere in ambienti ricchi di ossigeno, è cioè aerotollerante.